# امبران
امبران دهستان یا قریهٔ بزرگه است دربخش خلدسک و داری چندین دهکده میاشد و در جنوب شرق مرکز ولسوالی خواهان در شمال شرقی ولایت بدخشان افغانستان قرار دارد. این دهستان با ارتفاع ۲٫۰۰۰ از سطح دریا می‌باشد که در آن درختان مثمر مانند سیب، زرلو، آلو، چهارمغز، گیلاس، شفتالو، توت، آلوبالو، و غیره عرص ومورد استفاده می‌باشد.